# Bengt Bossons ätt
Bengt Bossons ätt (Filip och Bengt Bossons ätt) är en nutida benämning på en gammal frälseätt från Uppland. Ätten dog ut på svärdssidan cirka 1350 och på spinnsidan cirka 1370. Anfadern Bo är känd endast genom sönernas patronymikon. Ättens vapen är en kluven sköld med vänstra fältet tregånger styckat.
Filip och Bengt Bossons ätt ingår i Bengt Hildebrands licentiatavhandling Esbjörn Blåpanna och hans arvingar från 1935, och startar med:
1. stamfadern Bo, som ägde jord i Fullbro, Sorunda socken. 
  1. Bengt Bosson hade arvejord i Fullbro, och sägs av Hildebrand ha varit förföljd av Bo Jonsson (Grip), varför han flydde till kung Håkan Magnusson i Norge.[2] Bengt Bosson nämns tidigast 1283 och blev riddare mellan 1283 och 1286. 1312 och 1322 nämns han som riksråd. Han dog 1335 eller 1336. Senast 1292 gifte han sig med Ragnhild som var syster till riddaren Harald Älgs hustru. De hade sonen Magnus Bengtsson och dottern Margareta.
    1. Margareta.
    2. Magnus Bengtsson var riddare, riksråd och grundare av ett prebende till Riseberga kloster.[1] Gift med Birgitta Knutsdotter (Lejonbjälke). Deras dotter:
      1.  Katarina var ägare till Göksholms slott och gift med Lidinvard Haraldsson.

  2. Filip Bosson var väpnare och är känd från 1367 och död 1414. Han hade arvejord i Fullbro, och bodde från 1381 i Västra Rekarne. Han ägde jord i Vargarn i Listads socken, Västerrekarne härad vilket blev hans sätesgård. Filip Bosson var gift med Gerdeka.
    1. NN Filipsdotter var gift med väpnaren Hemming Larsson (3 hjärtan), systerson eller nära släkting till Esbjörn Blåpanna. Dottern Katarina Hemmingsdotter var nunna i Skänninge nunnekloster.

  3. Magnus Bosson var kanik i Uppsala. 1285 valdes han till ärkebiskop i Uppsala. Han dog innan han hunnit få påvens pallium.